# Confessions d'une épouse
Pour plus de détails, voir Fiche technique et Distribution.
Confessions d'une épouse (妻は告白する, Tsuma wa kokuhaku suru) est un film japonais réalisé par Yasuzō Masumura, sorti en 1961.

## Synopsis
Ayako Takigawa est une jeune femme qui comparait devant un tribunal pour avoir tué son mari dans un accident de montagne.

## Fiche technique
- Titre original : 妻は告白する (Tsuma wa kokuhaku suru?)
- Titre français : Confessions d'une épouse[1],[2]
- Réalisation : Yasuzō Masumura
- Scénario : Masato Ide d'après un roman de Masaya Maruyama (ja)
- Photographie : Setsuo Kobayashi (ja)
- Décors : Takesaburō Watanabe
- Montage : Tatsuji Nakashizu
- Musique : Riichirō Manabe (en)
- Société de production : Daiei
- Pays de production : Japon
- Langue originale : japonais
- Format : noir et blanc - 1,37:1
- Genre : drame
- Durée : 91 minutes[3]
- Date de sortie :
  - Japon : 29 octobre 1961[3]

## Distribution
- Ayako Wakao : Ayako Takigawa
- Hiroshi Kawaguchi : Osamu Kōda
- Eitarō Ozawa : Ryōkichi Takigawa
- Haruko Mabuchi (ja) : Rie Munakata
- Jun Negami (en) : Sugiyama, l'avocat
- Hideo Takamatsu (ja) : Kasai, le procureur général

## Autour du film
Dans Confessions d'une épouse, au cours d'une escalade, Ayako Takigawa doit décider entre couper la corde qui la relie à son mari ou tomber dans le vide avec lui. Elle sera moins accusée du meurtre de son conjoint que d'avoir refusé le sacrifice.

## Distinctions
- 1962 : prix Blue Ribbon de la meilleure actrice pour Ayako Wakao (conjointement pour Les femmes naissent deux fois et L'Âge du mariage)[5],[6]
- 1962 : prix Kinema Junpō de la meilleure actrice pour Ayako Wakao (conjointement pour Les femmes naissent deux fois)[7]